# Нейтралитет (философия)
В философии нейтралитет — это склонность не становиться на чью-либо сторону в конфликте (физическом или идеологическом), что не обязательно означает, что нейтральная сторона не имеет своей позиции или не является стороной сама по себе. В разговорной речи нейтралитет может быть синонимом непредвзятости (беспристрастие). Однако предвзятость — это предпочтение одной из сторон, а не склонность действовать в связи с этим предпочтением.
Нейтралитет отличается (хотя и не исключает) от апатии, невежества, безразличия, двоемыслия, равенства мнений, консенсусного согласия и объективности. Апатия и безразличие означают определённую степень безучастности к предмету спора, тогда как нейтралитет предполагает, что человек может иметь собственное мнение, но воздерживается от открытой поддержки какой‑либо из конфликтующих сторон. При этом нейтральная позиция не тождественна невежеству: нейтральный участник может быть хорошо осведомлён о предмете обсуждения. Склонность к одной из точек зрения не приводит нейтралитет к двоемыслию (признанию обеих позиций одновременно правильными), не сводит их к абсолютному равенству (уравнивание мнений) и не влечёт за собой безусловного консенсуса (коллективного согласия, включая собственное, возможно предвзятое, мнение). В отличие от объективности (за исключением журналистской), при которой выбор основывается на наиболее обоснованных и логически согласованных аргументах (что позволяет избежать проблемы несоизмеримости), нейтралитет главным образом опирается на принцип терпимости ко всем взглядам, даже к тем, которые могут казаться спорными, непривычными или неприемлемыми.
В модерации (регулирование и уравновешивание позиций) и медиации (урегулировании споров с помощью третьей стороны) наличие нейтрального подхода предполагается для вынесения суждений или содействия диалогу независимо от мнения модератора, поскольку важен процесс урегулирования, а не исход спора. Например, нейтральная сторона рассматривается как сторона, не имеющая (или полностью раскрывшая) конфликт интересов в споре, и от неё ожидается поведение, исключающее предвзятость. Нейтральные стороны часто воспринимаются как более надёжные, заслуживающие доверия и безопасные. В качестве альтернативы избегания предвзятости, в некоторых случаях нейтралитет сам по себе становится активной позицией. Так, от швейцарского правительства ожидается соблюдение политики вооружённого нейтралитета (швейцарский нейтралитет), а от и Международной федерации обществ Красного Креста и Красного Полумесяца — принципа невмешательства.
Оксфордский словарь английского языка отмечает, что уже к 1897 году слово «нейтральный» понималось как «беспристрастно применять правила к фактическим событиям» в футболе, судья должен руководствоваться только самими фактами игры, а не личными отношением или интересами команд. В том же примере по футболу это сформулировано так: «Нейтральные лайнсмены должны судить все матчи».

## Критика и взгляды
Нейтралитет подвергался критике как неэтичный выбор, поскольку нейтральная позиция может прямо или косвенно способствовать тем, кто причиняет вред другим или поддерживает несправедливое разрешение конфликтов, например, как в выражении «Кто не с нами, тот против нас». Итальянский писатель Данте Алигьери в своей «Божественной комедии» (Песнь 3) говорит, что люди и ангелы, которые не были ни мятежниками, ни верными своему Богу, но оставались в стороне, были осуждены быть вечно укушаемыми осами и слепнями. Теодор Рузвельт, цитируя Данте в своей книге «Америка и мировая война» (1915), сказал: «Данте оставил особое место позора в аду для тех низких ангелов, которые не осмелились стать ни на сторону зла, ни на сторону добра». Южноафриканский священник Десмонд Туту сказал: «Если вы нейтральны в ситуациях несправедливости, вы выбрали сторону угнетателя». 28-й президент США Вудро Вильсон сказал: «Нейтралитет — это отрицательное слово. Оно не выражает того, что Америка должна чувствовать. Мы не пытаемся избежать проблем; мы пытаемся сохранить основы, на которых может быть восстановлен мир».